# Viernes (novela)
Viernes es una novela de ciencia ficción escrita por Robert A. Heinlein y publicada en 1982. Es la historia de una "persona artificial" de sexo femenino, llamada Viernes, diseñada mediante ingeniería genética para ser más fuerte, más rápida, más inteligente y, en general, mejor que los humanos normales. Los seres humanos artificiales se sienten agraviados y gran parte de la trama trata de la lucha de Viernes contra los prejuicios así como para ocultar sus atributos mejorados a otros seres humanos. La historia está ambientada en un mundo balcanizado, en el que las naciones de América del Norte se han dividido en muchos estados más pequeños.
Viernes fue nominada al Premio Nébula como Mejor Novela en 1982, y al Premio Hugo como Mejor Novela en 1983.